# Зимино (Московская область)
Зимино — деревня в городском округе Мытищи Московской области России. Население — 38 чел. (2010).

## География
Расположена на севере Московской области, в юго-восточной части Мытищинского района, примерно в 6 км к северу от центра города Мытищи и 8 км от Московской кольцевой автодороги, недалеко от Осташковского шоссе и Пироговского водохранилища системы канала имени Москвы, на берегу впадающей в Клязьму реки Чанки.
В деревне три улицы — Речная, Тихая и Центральная, приписано три садоводческих товарищества. Ближайшие населённые пункты — деревня Свиноедово, посёлки Здравница, Мебельной фабрики и Свиноедово.

## Население
| 1852 | 1859 | 1890 | 1899 | 1926 | 2002 | 2010 |
| ---- | ---- | ---- | ---- | ---- | ---- | ---- |
| 67   | ↘56  | →56  | ↗75  | ↗131 | ↘38  | →38  |

## История
В середине XIX века деревня относилась ко 2-му стану Московского уезда Московской губернии и принадлежала графу Шереметеву, в деревне было 7 дворов, крестьян 31 душа мужского пола и 36 душ женского.
В «Списке населённых мест» 1862 года — владельческая деревня 2-го стана Московского уезда на Ольшанском тракте (между Ярославским шоссе и Дмитровским трактом), в 17 верстах от губернского города и 12 верстах от становой квартиры, при речке Чанке, с 11 дворами и 56 жителями (31 мужчина, 25 женщин).
По данным на 1899 год — деревня Троицкой волости Московского уезда с 75 жителями.
В 1913 году — 16 дворов.
По материалам Всесоюзной переписи населения 1926 года — деревня Пироговского сельсовета Пушкинской волости Московского уезда на Сеноедовском шоссе, в 6,5 км от станции Мытищи Северной железной дороги, проживал 131 житель (62 мужчины, 69 женщин), насчитывалось 27 хозяйств, из которых 3 крестьянских.
С 1929 года — населённый пункт в составе Мытищинского района Московского округа Московской области. Постановлением ЦИК и СНК от 23 июля 1930 года округа как административно-территориальные единицы были ликвидированы.
Административная принадлежность
1929—1954 гг. — деревня Пироговского сельсовета Мытищинского района.
1954—1963, 1965—1994 гг. — деревня Коргашинского сельсовета Мытищинского района.
1963—1965 гг. — деревня Коргашинского сельсовета Мытищинского укрупнённого сельского района.
1994—2006 гг. — деревня Коргашинского сельского округа Мытищинского района.
2006—2015 гг. — деревня городского поселения Пироговский Мытищинского района.